# Irma Heijting-Schuhmacher
Irma Heijting-Schuhmacher   (Ginneken en Bavel, 24 de febrer de 1925 - Berkeley Vale, 8 de gener de 2014) fou una nedadora neerlandesa, especialista en estil lliure, que va competir durant les dècades de 1940 i 1950.
El 1948 va prendre part en els Jocs Olímpics d'Estiu de Londres, on va disputar dues proves del programa de natació. Va guanyar la medalla de bronze en els 4x100 metres lliures, formant equip amb Hannie Termeulen, Margot Marsman i Marie-Louise Linssen, mentre en els 100 metres lliures fou sisena. Quatre anys més tard, als Jocs de Hèlsinki, va disputar tres proves del programa de natació. Guanyà la medalla de plata en els 4x100 metres lliures, formant equip amb Marie-Louise Linssen, Koosje van Voorn i Hannie Termeulen, mentre en els 100 metres lliures fou sisena i en els 400 metres lliures quedà eliminada en sèries.
En el seu palmarès també destaquen dues medalles d'or i dues de plata al Campionat d'Europa de natació de 1947 i 1950.
El 1950, mentre estava de gira per Austràlia va conèixer Johan Heijting, un ramader neerlandès que feia poc hi havia emigrat. Es van casar el 22 de març de 1952, i en acabar els Jocs de 1952 es va traslladar a la granja del seu marit, prop de Brisbane.